# Савич Всеволод Павлович
Всеволод Павлович Савич (1885–1972) — російський та радянський ліхенолог, заслужений діяч науки РРФСР .

## Біографія
Всеволод Павлович Савич народився в 1885 році в Бобруйську. Із 1895 року навчався в прогімназії в Мозирі, потім перейшов до мінської гімназії, яку закінчив у 1904 році. Потім Всеволод відправився до Санкт-Петербурга навчатися в біологічній групі фізико-математичного факультету Санкт-Петербурзького університету. Одночасно він працював статистом у театрах, грав невеликі ролі в Новому театрі Л. Б. Яборської. У 1906 році взяв участь у вуличній демонстрації, за що був звільнений з театру.
У тому ж році професор Х. Я. Гобі запросив Савича працювати препаратором і куратором гербарію Петербурзького університету. Всеволод став вивчати ліхенологію за підтримки і під керівництвом О. О. Єленкина. Із 1907 по 1912 рік Савич працював асистентом В. Л. Комарова. У 1907 році Савич і Л. Г. Раменський під керівництвом Комарова провели дослідження флори Ямбурзького та Гдовського повітів Петербурзької губернії. Потім Всеволод Павлович був обраний секретарем ботанічного гуртка при університеті.
У 1908—1910 роках Савич взяв участь в експедиції Комарова на Камчатку та в Уссурійський край. Там він зібрав цінний гербарій лишайників, грибів, мохів і водоростей. У 1912 році Савич закінчив університет, з 1913 по 1917 рік служив в армії. У 1914 році взяв участь у бойових діях у Австрії. Із 1920 по 1927 рік Савич брав участь у різних наукових експедиціях. У 1930 році він відправився з експедицією О. Ю. Шмідта та В. Ю. Візе на криголамі-пароплаві «Георгій Сєдов». Маршрут експедиції проходив через архіпелаги Земля Франца-Йосифа та Нова Земля.
У 1920 році Всеволод Павлович Савич став вченим секретарем Головного ботанічного саду РРФСР в Петрограді. У 1932—1937 роках він був заступником директора, в 1932—1962 роках — завідувачем відділу спорових рослин БІН. У 1934 році Савич став доктором біологічних наук, у 1937 році — професором.
Всеволод Павлович Савич видав близько 180 наукових праць, велика частина з яких — таксономічні монографії лишайників. Із 1933 по 1937 рік він був головним редактором журналу «Советская ботаника». Він був також редактором шести з восьми томів видання «Флора спорових рослин». Потім під його редакцією видавався журнал «Новости систематики низших растений». Із 1936 по 1951 рік Савич був редактором журналу «Природа».
У 1972 році Савича, який переходив Каменноострівський проспект, збила машина. Через два дні, незважаючи на перенесену операцію, Всеволод Павлович Савич помер.

## Нагороди та звання
- Заслужений діяч науки РРФСР (1947)
- орден Леніна
- орден Трудового Червоного Прапора (10.06.1945)
- інші медалі

## Пам'ять
У 1930 році під час експедиції Шмідта та Візе на честь Савича був названий півострів у затоці Російська Гавань Північного острова Нової Землі.

## Гриби, названі на честь В.П.Савича
- Armillariella saviczii Singer., 1938 [syn.  Armillaria saviczii (Singer) Herink, 1973]
- Cetraria nivalis var. saviczii Rass., 1949
- Cetraria saviczii Oxner & Rass., 1960
- Lecania saviczii Novruzov, 1979
- Lecidea saviczii Tomin, 1927 [syn.  Psora saviczii (Tomin) Follmann & A.Crespo, 1975]
- Melanomma saviczii Gucevic, 1960
- Pyrenophora saviczii Gucevic, 1959
- Stereocaulon saviczii Du Rietz, 1929
- Trichophysalospora saviczii Lebedeva, 1933 [syn.  Physalospora saviczii (Lebedeva) Arx & E.Müll., 1954]
- Umbilicaria saviczii Llano, 1966